# Zungeru

Zungeru est une ville du Nigeria, de l'État de Niger. Elle est située sur la rivière Kaduna, affluent du fleuve Niger. Zungeru était la capitale du Nigeria du Nord. La Niger State Polytechnic s'y trouve.

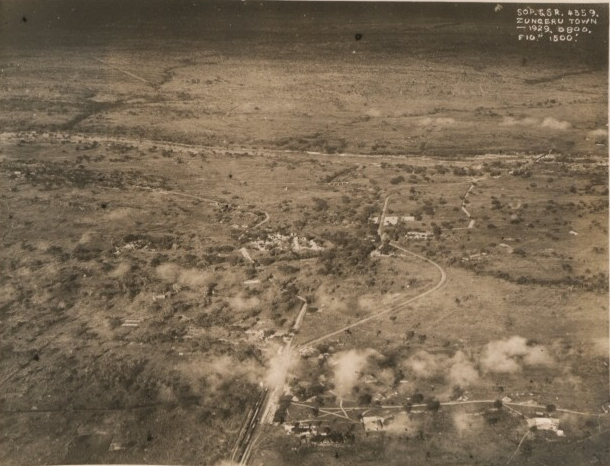
Zungeru en 1929

## Histoire

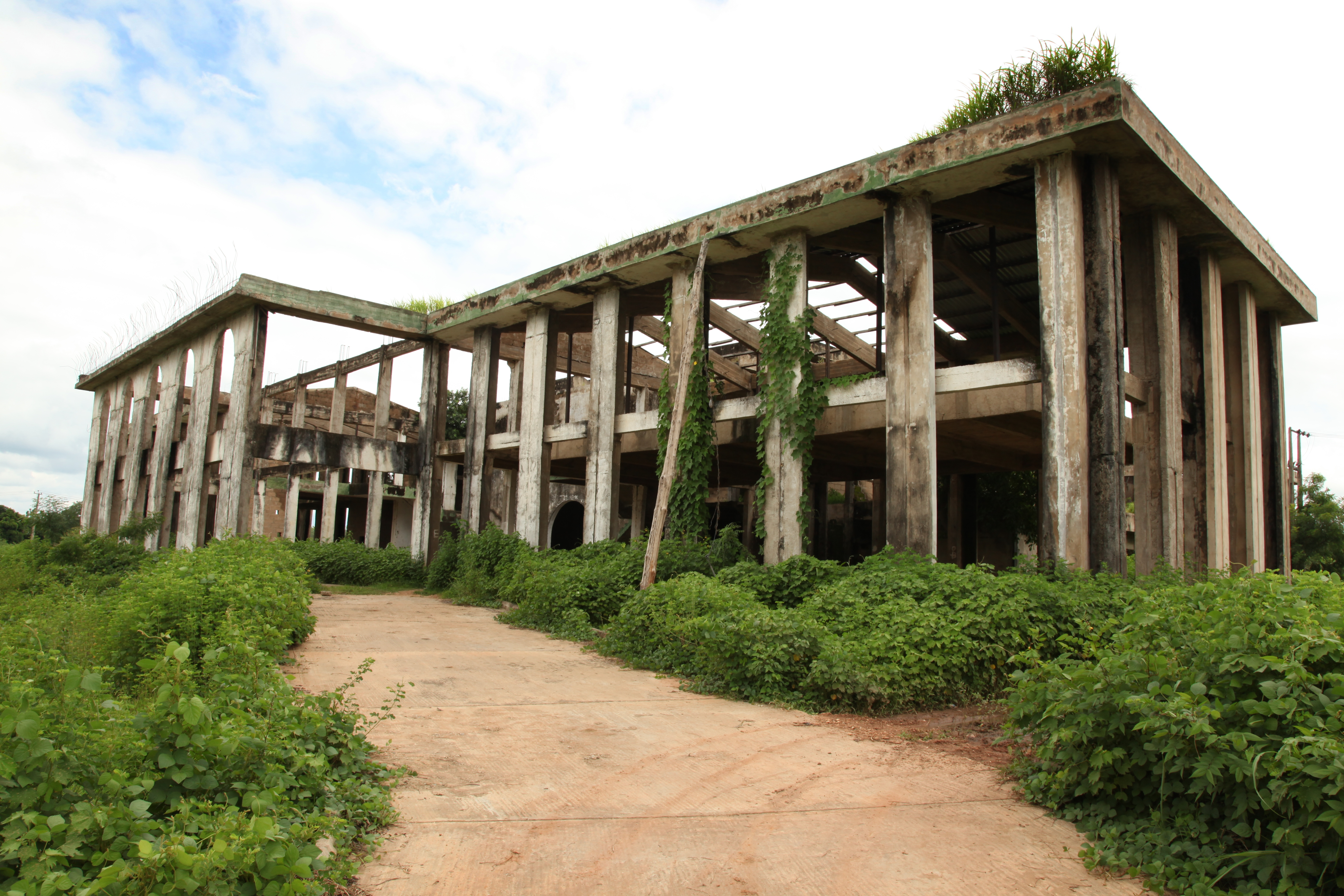
Squelette d'un musée prévu, sur le site du lieu de naissance de Nnamdi Azikiwe, et qui n'a finalement jamais été construit.

Les forces britanniques se sont installées à Zungeru en septembre 1902. Par la suite, le gouverneur Frederick Lugard choisit Zungeru pour capitale du protectorat britannique du Nigeria du Nord au début du XXe siècle. Mais l'importance de Zungeru a décliné avec le transfert de ses fonctions administratives à Kaduna en 1916.

## Démographie
Les Haoussas, Edos, Yorubas, et Peuls sont les ethnies les plus représentées à Zungeru.

## Religion
Les principales religions à Zungeru sont le christianisme et l'islam.

## Personnalités liées

### Naissances
- Nnamdi Azikiwe (1904-1996), premier Président du Nigeria de 1963 à 1966
- Odumegwu Emeka Ojukwu (1933-2011), leader sécessionniste du Biafra
- David Mark (1948), Président du Sénat entre 2007 et 2015